# عمر المنتج

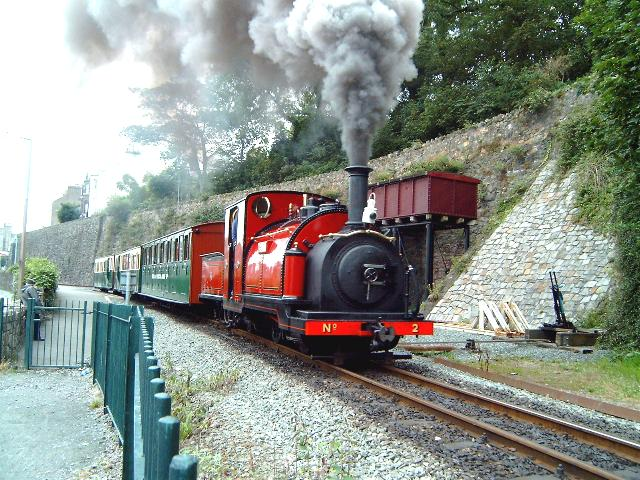
تم بناء برنس عام 1863 وتم تشغيله في 1864-1936 ، 1955-1968 ، 1980 حتى الآن. عمر المنتج أكثر من 150 عامًا ، وعمر خدمته حوالي 125 عامًا

عمر المنتج هو الفترة الزمنية من وقت بيع المنتج إلي وقت التخلص منه.  وهو يختلف قليلاً عن عمر الخدمة لأن هذه الأخيره تعتبر فقط الوقت الفعلي الذي يتم فيه الاستفادة من الخدمة.
يمثل عمر المنتج مجالًا مهمًا من مجالات التحقيق فيما يتعلق بتصميم المنتج والاقتصاد الدائري  والتنمية المستدامة. وذلك لأن المنتجات، والمواد المشاركة في تصميمها وإنتاجها وتوزيعها واستخدامها والتخلص منها (طوال دورة حياتها)، تجسد الكربون بسبب الطاقة التي تنطوي عليها هذه العمليات. لذلك، إذا أمكن تمديد عمر المنتج، فيمكن تقليل استخدام الطاقة، المجسدة في الكربون، ويمكن إحراز تقدم نحو الحد من انبعاثات غازات الدفيئة: بوكن وآخرون. مصطلح هذا «تباطؤ حلقات الموارد» (309، التركيز عليها). بالإضافة إلى ذلك، يُعزى التوليد المفرط للنفايات إلى السلع القصيرة العمر ومجتمع سريعي التخلص.
في السنوات الأخيرة، كان هناك نمو في المناقشات الأكاديمية والسياساتية حول عمر المنتج. على سبيل المثال، تعتبر مناقشة عمر المنتج جزءًا لا يتجزأ من خطة عمل المفوضية الأوروبية للاقتصاد الدائري. في الأوساط الأكاديمية، يستضيف اتحاد PLATE (عمر المنتج والبيئة) مؤتمرات وندوات دورية حول موضوع عمر المنتج والبيئة.
تبحث هذه المقالة في كيفية تعريف عمر المنتج في الأدبيات الأكاديمية ويناقش كيفية قياس عمر المنتج. كما يتم التمييز بين تعريف وقياس عمر المنتج الفعلي والمتوقع.

## تحديد عمر المنتج
تختلف تعريفات عمر المنتج بناءً على الجوانب التي يهتم بها أولئك الذين يجرون البحوث. بشكل عام، يشير العمر الافتراضي للمنتج إلى الوقت الفعلي لوجود منتج في حالة معينة.  في المقابل، تشير أعمار المنتجات المتوقعة إلى توقعات المستخدمين بشأن عمر المنتج. بالإضافة إلى ذلك، تتأثر عمر المنتج الفعلي والمتوقع بالمتانة وطول العمر؛ هذه المفاهيم موجزة أدناه.
يصف كوبر المتانة بأنها «قدرة منتج ما على أداء وظيفته المطلوبة على مدى فترة طويلة في ظل ظروف الاستخدام العادية دون الحاجة إلى الإنفاق الزائد على الصيانة أو الإصلاح». في المقابل، يشمل طول العمر أكثر من مجرد خصائص المواد للمنتج. يشير كوبر إلى أن سلوك المستخدم والاتجاهات الاجتماعية والثقافية الأوسع تلعب أدوارًا مهمة في طول عمر المنتج. توضح الفقرات أدناه تعريفات عمر المنتج الفعلي والمتوقع.

## عمر المنتج الفعلي
عمر المنتج هو الوقت الذي تم فيه إنشاء المنتج إما للحاضر أو «وقت الاهتمام».

### الوقت السكني
يعتبر الوقت السكني هو الوقت الذي يوجد فيه منتج ومواده المكونة وأجزائه في المجتمع يشمل الوقت السكني الوقت الذي يمكن فيه كسر منتج و / أو التخلص منه.

### عمر الخدمة
وفقًا لـ موراكامي وآخرون،  تشير مدة خدمة المنتج إلى مدة الوقت التي تستمر فيها المنتجات في العمل ويمكن استخدامها.

### مدة الحيازة
فترة الامتلاك هي الفترة الزمنية التي يملك فيها المستخدم حيازة المنتج.

### مدة الاستخدام
تشير مدة الاستخدام إلى متى يستخدم المستخدم المنتج.  موركامي وآخرون التمييز بين مدة الاستخدام وعمر الخدمة عن طريق الإشارة إلى أن مدة الاستخدام تقاس لمستخدم معين، في حين أن عمر الخدمة يصف إجمالي استخدام المنتج أثناء الخدمة لجميع مستخدميه (محاسبة عمليات نقل الملكية مثل إعادة الاستخدام). بالإضافة إلى ذلك، يتم تمييز فترة الامتلاك عن مدة الاستخدام، حيث يشمل مدى الامتلاك «وقت التخزين الميت»، حيث يكون المنتج مملوكًا لأحد المستخدمين ولكن ليس قيد الاستخدام (أي في التخزين).

## عمر المنتج المتوقع
ورقة مؤتمر كتبها أوغوتشي وآخرون. سعى لتحديد واختبار الاختلافات في تعريفات توقعات عمر المنتج. أوجوتشي وآخرون يوضح أن الأبحاث السابقة في عمر المنتج المتوقع لم تكن متناسقة في استخدامه لمصطلح عمر المنتج المتوقع. على سبيل المثال، يستعلم كوبر عن العمر المتوقع «المعقول»، بينما يناقش بروك ليندهرست العمر المتوقع «العادي». ويزر وآخرون حدد التوتر بين التوقعات اليومية والرغبات، والتمييز بين هذه التوقعات في دراسته لـ 21 منتجًا. بالإضافة إلى ذلك، عمل سابق لـ تساكي واخرون. وقد طلب العمل الأكثر حداثة لـ WRAP من المستخدمين الإبلاغ عن المدة التي امتلكوا فيها عنصرًا، والوقت الذي يتوقعون فيه استخدام العنصر في المستقبل: يشير مصطلح WRAP إلى هذا «الاستخدام الفعال». بناءً على هذه الدراسات السابقة (الموصوفة أعلاه)، أوجوتشي وآخرون. تم تحديد واختبار ثلاثة تعريفات مميزة لأعمار المنتج المتوقعة، وهذه موضحة أدناه.

### العمر المقصود
أوجوتشي وآخرون حدد العمر المقصود على أنه طول الفترة الزمنية التي ينوي المستخدم فيها استخدام المنتج المعني.

### عمر مثالي
الطول المثالي للوقت الذي يتوقع فيه المستخدم أن يستمر منتجه. أوجوتشي وآخرون وصف هذا بأنه «أعلى تفضيل للمستهلكين».

### توقع مدى الحياة
التنبؤ الواقعي من قبل المستخدم إلى متى سيستمر المنتج. يُعتقد أن المستخدم يصنع هذا التنبؤ بناءً على تجاربهم السابقة و «عوامل أخرى ذات صلة» (أوجوتشي وآخرون.).

### قياس عمر المنتج
تم إجراء تحقيق أكاديمي حول عمر منتجات المعدات الكهربائية والإلكترونية في عام 2000 بواسطة كوبر ومايرز الذين أجروا مقابلات منزلية ومجموعات تركيز لتحديد العمر عند التخلص (العمر الفعلي للمنتج) وعمر متوقع لـ 17 منتجًا. منذ هذه الدراسة، اضطلع الأكاديميون الآخرون بعمل لقياس عمر المنتج الفعلي والمتوقع؛ الأساليب المستخدمة موضحة أدناه.

### عمر المنتج الفعلي
يمكن قياس العمر الفعلي للمنتج باستخدام مجموعة متنوعة من الطرق التي تشمل: اختبار المنتج وتجاهل الاستقصاءات ومقابلات المستخدم والنمذجة. وتناقش هذه أدناه.

### اختبار المنتج
يمكن اختبار المنتجات في ظل ظروف المختبر لتقييم عمرها في ظل ظروف الاستخدام المختلفة.

### تجاهل المسوحات
أوجوتشي وآخرون تحديد أن الدراسات الاستقصائية لمرافق معالجة النفايات وإعادة التدوير يمكن أن توفر معلومات عن عمر الجهاز عند الاستراحة أو التخلص منه. يمكن استخدام معلومات التعريف مثل رقم المنتج التسلسلي و / أو رقم الدُفعة للتعرف على تاريخ الشركة المصنعة التي يمكن من خلالها حساب عمر الجهاز عند الاستراحة أو التخلص منه.

### مقابلات المستخدم
أجرى كوبر ومايرز مقابلات منزلية لإثبات سن 17 عاملاً كهربائياً وإلكترونياً عند التخلص منها واستراحة. ومع ذلك، فقد لوحظ أن مقابلات المستخدمين تخضع لدقة الذاكرة، وأن مراجعات المنتجات التي فشلت في الماضي توفر فقط معلومات عن «الموقف التاريخي»، دون مراعاة ميزات وعمر المنتجات الموجودة.

### تصميم
يمكن تصميم عمر المنتج باستخدام بيانات موجودة من المسوحات مع تطبيق الاحتمالات والمفاهيم الإحصائية الأخرى (مثل التوزيعات). قامت بينوك وجايجر بأحد المحاولات المبكرة لتقدير عمر المنتج، حيث استخدموا الأساليب الاكتوارية لقياس عمر خدمة السلع المنزلية لمالك واحد. في تسعينيات القرن العشرين، قامت بايوس بمعدلات استبدال السيارات على غرار وبايوس وغوبتا بتقييم عملية صنع قرار المستخدم والعوامل حول شراء السيارات البديلة. في عام 2010، أوغوتشي وآخرون. عمر منتج النمذجة المقترح مع مراعاة إجمالي عدد المنتجات التي يتم شحنها والتخلص منها في السنة. أوجوتشي وآخرون أوجز سلسلة من المعادلات التي تمثل توزيعات عمر لمنتج معين في وقت معين من الزمن.

### عمر المنتج المتوقع
يتم قياس عمر المنتج المتوقع على المستوى الفردي باستخدام طرق المسح واستخدامًا جماعيًا لمجموعات التركيز. باستثناء أوجوتشي وآخرون وفيسر وآخرون، لم تميز العديد من الدراسات حول العمر المتوقع للمنتج بين التعريفات المختلفة (المذكورة أعلاه). فيما يلي طرق قياس العمر المتوقع للمنتج.

## طرق المسح
تشمل طرق المسح في عمر المنتج المتوقع الاستبيانات عبر الإنترنت، الأسرة والمقابلات الهاتفية. طلبت هذه الدراسات من المشاركين الأفراد الإبلاغ عن توقعاتهم بشأن عمر المنتج بوحدات زمنية. يمكن لطرق المسح (مثل وغوتشي وآخرون.) أيضًا استخدام عناصر «يكرت» لتقييم ما إذا كانت المنتجات الحالية تلبي توقعات المستخدمين فيما يتعلق بالمتانة وطول العمر.

### مجموعات التركيز
يمكن عقد مجموعات التركيز حيث يشارك المشاركون في المناقشات للتوصل إلى إجماع جماعي على توقعات عمر المنتج.